# Архиепархия Балтимора

Герб архиепархии Балтимора

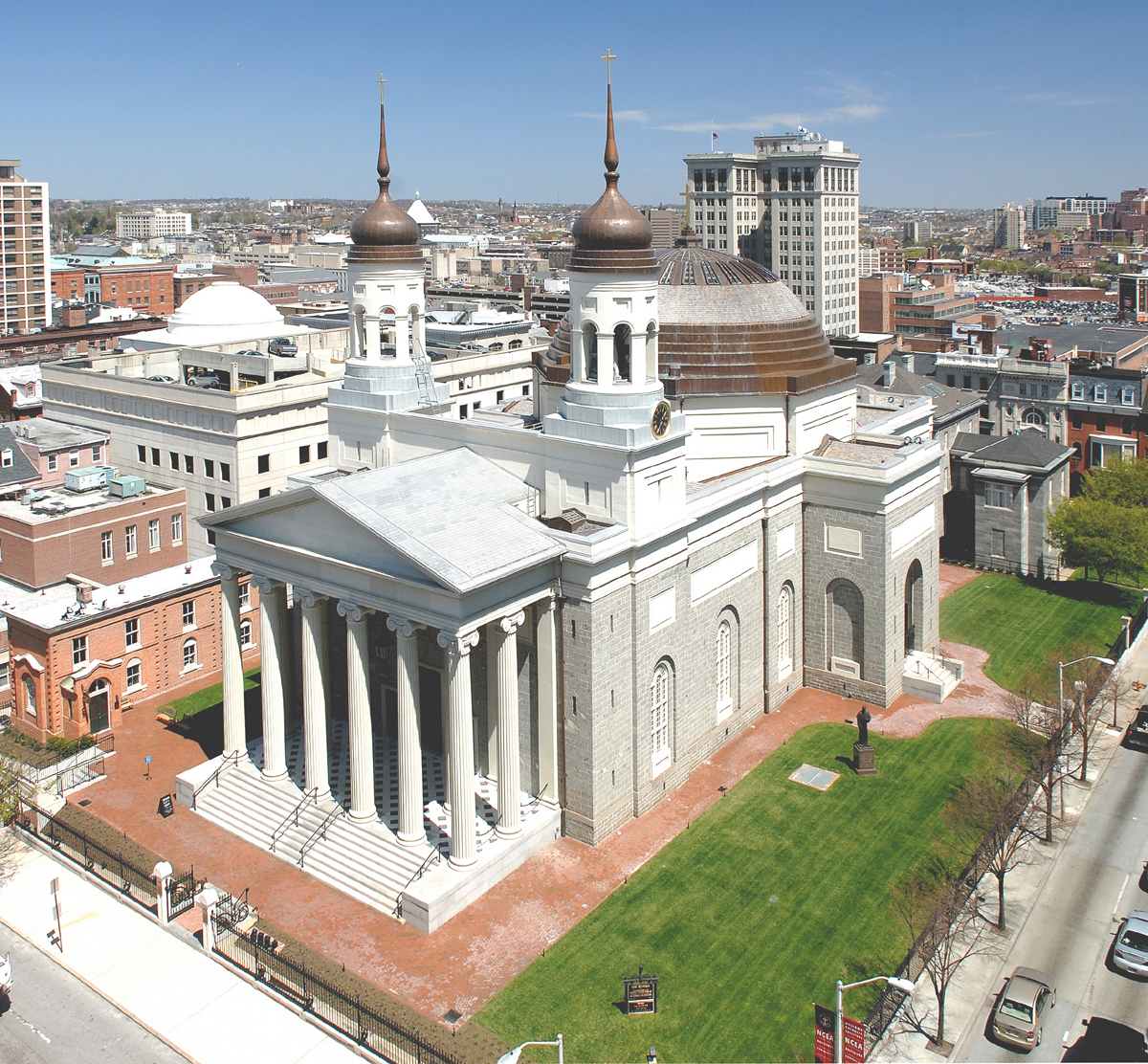
Сокафедральный собор Успения Пресвятой Девы Марии

Архиепархия Балтимора (лат. Archidioecesis Baltimorensis) — архиепархия Римско-Католической церкви с центром в городе Балтимор, США. Архиепархия Балтимора является первой католической епархией, основанной Святым Престолом в США. В митрополию Балтимора входят епархии Арлингтона, Ричмонда, Уилинга — Чарлстона, Уилмингтона. Кафедральным собором архиепархии Балтимора является Собор Пресвятой Девы Марии Царицы в городе Балтимор. В городе Эммитсбург, который входит в юрисдикцию архиепархии Балтимора, находится малая базилика святой Елизаветы Сетон и санктуарий Девы Марии Лурдской.
Иногда архиепископ Балтимора почетно называется Примасом США, впрочем, Ватикан не признавал подобного титула официально.

## История
26 ноября 1784 года Святой Престол учредил Апостольскую префектуру США, выделив её из епархии Квебека.
6 ноября 1789 года Римский папа Пий VI издал бреве Ex hac Apostolicae, которым преобразовал Апостольскую префектуру США в епархию Балтимора.
8 апреля 1808 года епархия Балтимора уступила часть своей территории новым епархиям Бостона, Бардстона (сегодня — Архиепархия Луисвилла), Филадельфии (сегодня — Архиепархия Филадельфии) и Нью-Йорка (сегодня — Архиепархия Нью-Йорка). В этот же день Римский папа Пий VII издал бреве Pontificii muneris, которым возвёл епархию Балтимора в ранг архиепархии.
11 июля 1820 года архиепархия Балтимора уступила часть своей территории новым епархиям Чарлстона и Ричмонда. 3 марта 1868 года архиепархия Балтимора уступила часть своей территории в пользу новой епархии Уилмингтона.
В 1852, 1866 и 1884 гг. в Балтиморе состоялись так называемые «Балтиморские синоды», на которых были сформированы дисциплинарные правила для деятельности Римско-Католической церкви в США.
22 июля 1939 года архиепархия Балтимора была переименована в архиепархию Балтимора-Вашингтона. 15 ноября 1947 года архиепархия Балтимора-Вашингтона разделилась на архиепархии Балтимора и Вашингтона.

## Ординарии архиепархии
- архиепископ Джон Кэрролл (09.06.1784 — 03.12.1815)
- архиепископ Леонард Нил[англ.] (03.12.1815 — 18.06.1817)
- архиепископ Амвросий Марешаль[англ.] (14.12.1817 — 29.01.1828)
- архиепископ Джеймс Уитфилд[англ.] (29.01.1828 — 19.10.1834)
- архиепископ Сэмюэль Экклстон[англ.] (19.12.1834 — 22.04.1851)
- архиепископ Фрэнсис Патрик Кенрик[англ.] (19.08.1851 — 08.07.1863)
- архиепископ Мартин Джон Сполдинг[англ.] (03.05.1864 — 07.02.1872)
- архиепископ Джеймс Рузвельт Бейли[англ.] (30.07.1872 — 03.10.1877)
- кардинал Джеймс Гиббонс (03.10.1877 — 24.03.1921)
- архиепископ Майкл Джозеф Кёрли[англ.] (10.08.1921 — 16.05.1947)
- архиепископ Фрэнсис Патрик Кео[англ.] (29.11.1947 — 08.12.1961)
- кардинал Лоуренс Джозеф Шиэн (08.12.1961 — 02.04.1974)
- архиепископ Уильям Дональд Бордерс[англ.] (25.03.1974 — 06.04.1989)
- кардинал Уильям Генрих Килер (11.04.1989 — 12.07.2007)
- архиепископ Эдвин Фредерик О’Брайен (12.07.2007 — 29.08.2011) — назначен про-великим магистром Ордена Святого Гроба Господнего Иерусалимского, кардинал с 2012
- архиепископ Уильям Эдвард Лори (с 20.03.2012)

## Источник
- Annuario Pontificio, Libreria Editrice Vaticana, Città del Vaticano, 2003, ISBN 88-209-7422-3
- Бреве Ex hac Apostolicae, Bullarium pontificium Sacrae congregationis de propaganda fide, т. IV, Romae, 1841, стр. 212 Архивная копия от 2 апреля 2015 на Wayback Machine  (лат.)
- Бреве Pontificii muneris, Bullarium pontificium Sacrae congregationis de propaganda fide, т. IV, Romae, 1841, стр. 341 Архивная копия от 2 апреля 2015 на Wayback Machine  (лат.)